# Josef Staber
Josef Staber (* 9. April 1912 in Obereck; † 7. Februar 1981) war ein deutscher Hochschullehrer und Kirchenhistoriker.

## Leben
Josef (auch Joseph) Staber besuchte die Lateinschule im Kloster Scheyern, machte 1931 in Freising sein Abitur und wurde nach dem Studium der Philosophie und Theologie ebenda am 13. April 1936 im Freisinger Dom zum Priester geweiht. 1937 an das Priesterhaus Johann Nepomuk in München berufen, studierte er an der Universität München Geschichte, lateinische Philologie des Mittelalters und Kirchengeschichte mit den Schwerpunkten Urkundenlehre und Paläographie, u. a. bei Rudolf von Heckel und Paul Lehmann. 1941 wurde er mit der Dissertation „Eine  unbekannte Freisinger Geschichtsquelle des 12. Jahrhunderts“ zum Dr. phil. promoviert. Bereits 1939 war er zum Archivar des Erzbischöflichen Ordinariates München-Freising und zum Bibliothekar des Metropolitankapitels bestellt worden. Nachdem das Ordinariatsgebäude durch Bombenangriffe zerstört worden war, war er wieder in der Seelsorge tätig.
Von 1948 bis 1952 war er Assistent am kanonistischen Institut der Universität und zugleich Seelsorger in Brunnthal. 1952 mit der Dissertation „Volksfrömmigkeit und Wallfahrtswesen im späten Mittelalter“ zum Doktor der Theologie promoviert, erhielt er 1954 einen Lehrauftrag für bayerische Kirchengeschichte an der Universität München, den er bis 1957 ausübte. Im Sommersemester 1957 erhielt er vertretungsweise den Lehrstuhl für Kirchengeschichte an der Philosophisch-Theologischen Hochschule in Regensburg und habilitierte sich im Herbst desselben Jahres mit der Arbeit „Die Erkenntnis der kirchlichen Vergangenheit in der abendländischen Geschichtsschreibung bis 1600. Studien zu ihrer geschichtsmethodischen und theologischen Entwicklung“. 1958 erhielt er die Professur für Kirchengeschichte an der Hochschule in Regensburg und nach deren Eingliederung in die neugegründete Universität Regensburg 1968 den Lehrstuhl für Kirchengeschichte des Donauraumes, den er bis zu seiner Emeritierung 1979 innehatte.
Einer breiteren Öffentlichkeit wurde er bekannt durch seine „Kirchengeschichte des Bistums Regensburg“ 1966. 1980 wurde er mit dem Titel eines Monsignore ausgezeichnet.

## Mitgliedschaften
Von 1962 bis 1980 war er Mitglied im Ausschuss des Historischen Vereins von Regensburg und der Oberpfalz, von 1967 bis 1977 2. Vorsitzender des Vereins für Regensburger Bistumsgeschichte und Mitherausgeber der „Beiträge zur Geschichte des Bistums Regensburg“ (Bände 1–9), Mitglied des Regensburger Osteuropa-Instituts, Beirat des Forschungszentrums für Donauländische Kirchen- und Geistesgeschichte in München, Fachrat des internationalen Instituts Glaube in der 2. Welt in Zollikon-Zürich, Mitglied der Arbeitsgemeinschaft für Religionsgeschichte des östlichen Europa in München, außerdem war er tätig für die Annales Instituti Slavici, der Schriftenreihe des Institutum Salisburgo-Ratisponense.

## Werke
- Kirchengeschichte  des Bistums  Regensburg,  Regensburg 1966